# Ааронс, Лори
Лоренс (Лори) Ааронс (англ. Laurence «Laurie» Aarons; 19 августа 1917, Сидней — 7 февраля 2005, Сидней) — австралийский политик, сторонник коммунистических взглядов, национальный секретарь Коммунистической партии Австралии (КПА) в 1965-76 годах.

## Биография
Родился в немецко-еврейской семье. Его отец был членом КПА и ветераном Гражданской войны в Испании. В возрасте пятнадцати лет Ааронс под впечатлением от прочтения трудов Карла Маркса вступил в Коммунистическую лигу молодёжи. Вступил в КПА в 1936 году. В 1950-е годы на волне снижения влияния КПА в Австралии стал лидером внутрипартийной группы, выступавшей за коренные изменения в компартии. Члены данной группы, являвшиеся поклонниками лидера Итальянской коммунистической партии Пальмиро Тольятти, получили прозвище «итальянцы».
Коммуннистическая партия Австралии во время советско-китайского противостояния раскололась на прокитайское и просоветское крыло. Лидером последнего был Ааронс, в 1965 году сменивший Лоренса Шарки на посту национальным секретарём КПА. Ааронс, бывший активным сторонником либеральных реформ Н. С. Хрущёва, после его отставки ушёл в оппозицию к советскому режиму, которая стала ещё более жёсткой после подавления «Пражской весны». В 1969 году на Совещании представителей коммунистических и рабочих партий в Москве он выступил с резкой критикой вторжения СССР в Чехословакию и брежневского курса в целом. В итоге, в 1971 году от КПА откололись просоветские элементы, принявшие название Социалистическая партия Австралии.
В 1970-е годы стал сторонником еврокоммунизма и попытался создать «единый фронт» различных левых сил против войны во Вьетнаме, но не смог сблизиться с новыми левыми. Однако, КПА продолжала терять своё влияние, и Ааронс покинул свой пост в 1976 году, тем не менее, продолжая оказывать влияние на её деятельность. На склоне лет продолжал писать книги и статьи. Фактическим руководителем КПА, начиная с 1984 года, стал сын Лори — Брайан Ааронс.